# Ivo Prodan
Ivo Prodan (10. prosince 1852 Janjina – 10. března 1933 Zadar) byl římskokatolický kněz a rakouský, později jugoslávský politik chorvatské národnosti, na počátku 20. století poslanec Říšské rady, hlavní postava chorvatského národního hnutí na Istrii, v roce 1920 chorvatský bán.

## Biografie

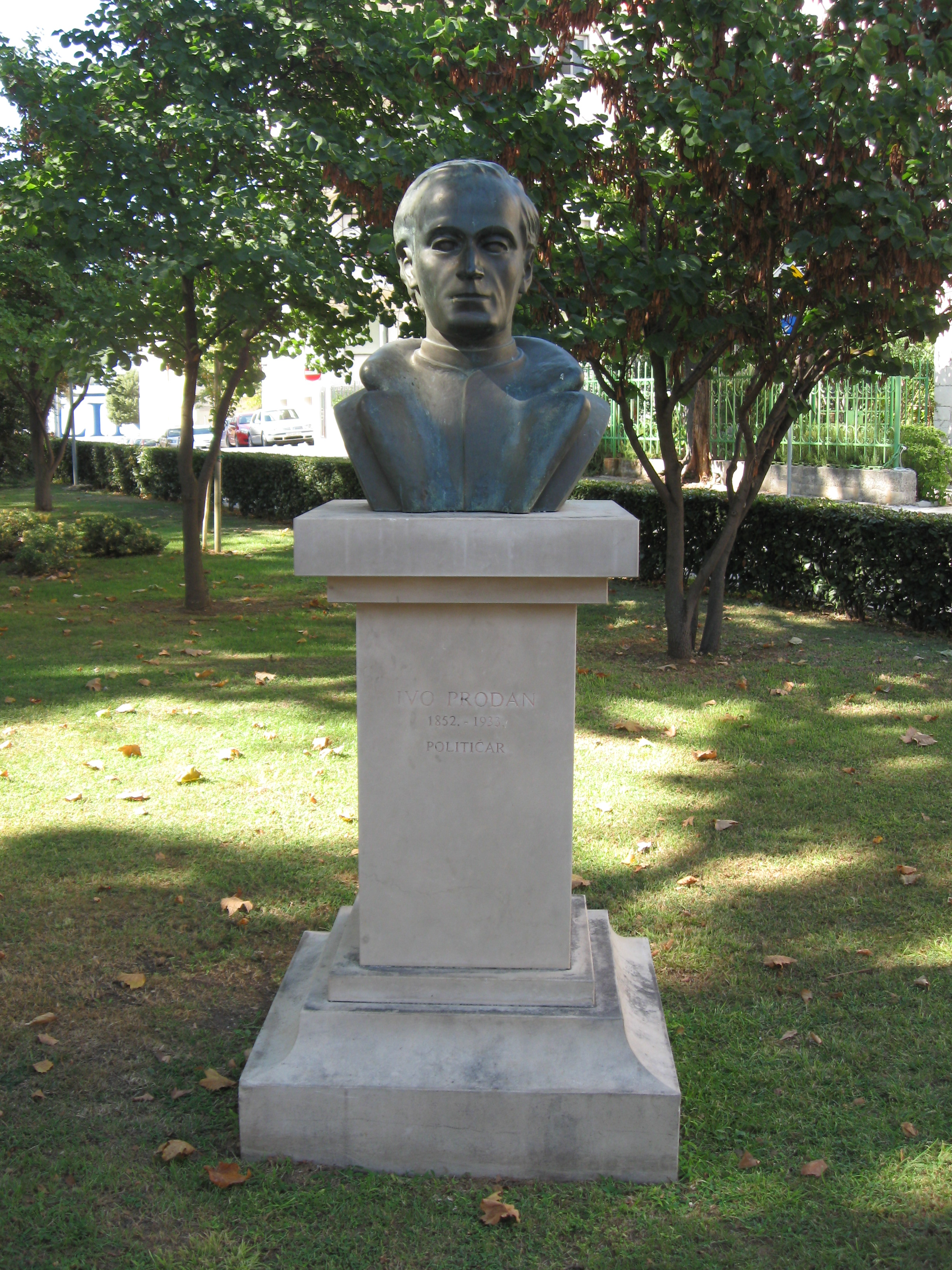
Pomník Iva Prodana v Zadaru

Studoval teologii v Zadaru a roku 1876 byl vysvěcen na kněze. V letech 1877–1898 redigoval list Dalmazia cattolica. V letech 1883–1893 také redigoval noviny Hrvatska a v letech 1892–1919 Hrvatska kruna. Byl aktivní v politice. Byl poslancem Dalmatského zemského sněmu. V roce 1894 patřil mezi zakladatele chorvatské Strany práva (pravaši), později se od ní odtrhl a založil vlastní politický subjekt Čista stranka prava, jejímž tiskovým orgánem byla Hrvatska kruna. Podporoval trialistické uspořádání Rakouska-Uherska a prosazoval klerikální hodnoty v politice.
Na počátku 20. století se zapojil i do celostátní politiky. Ve volbách do Říšské rady roku 1907, konaných poprvé podle všeobecného a rovného volebního práva, získal mandát v Říšské radě (celostátní zákonodárný sbor) za obvod Dalmácie 1. Byl členem poslanecké frakce Chorvatský klub. Za tento obvod byl zvolen i ve volbách do Říšské rady roku 1911. Byl nyní poslancem za Chorvatsko-slovinský klub. K roku 1911 se profesně uvádí jako kněz a redaktor.
Po roce 1918 se stáhl z politického života.